# Sutomore

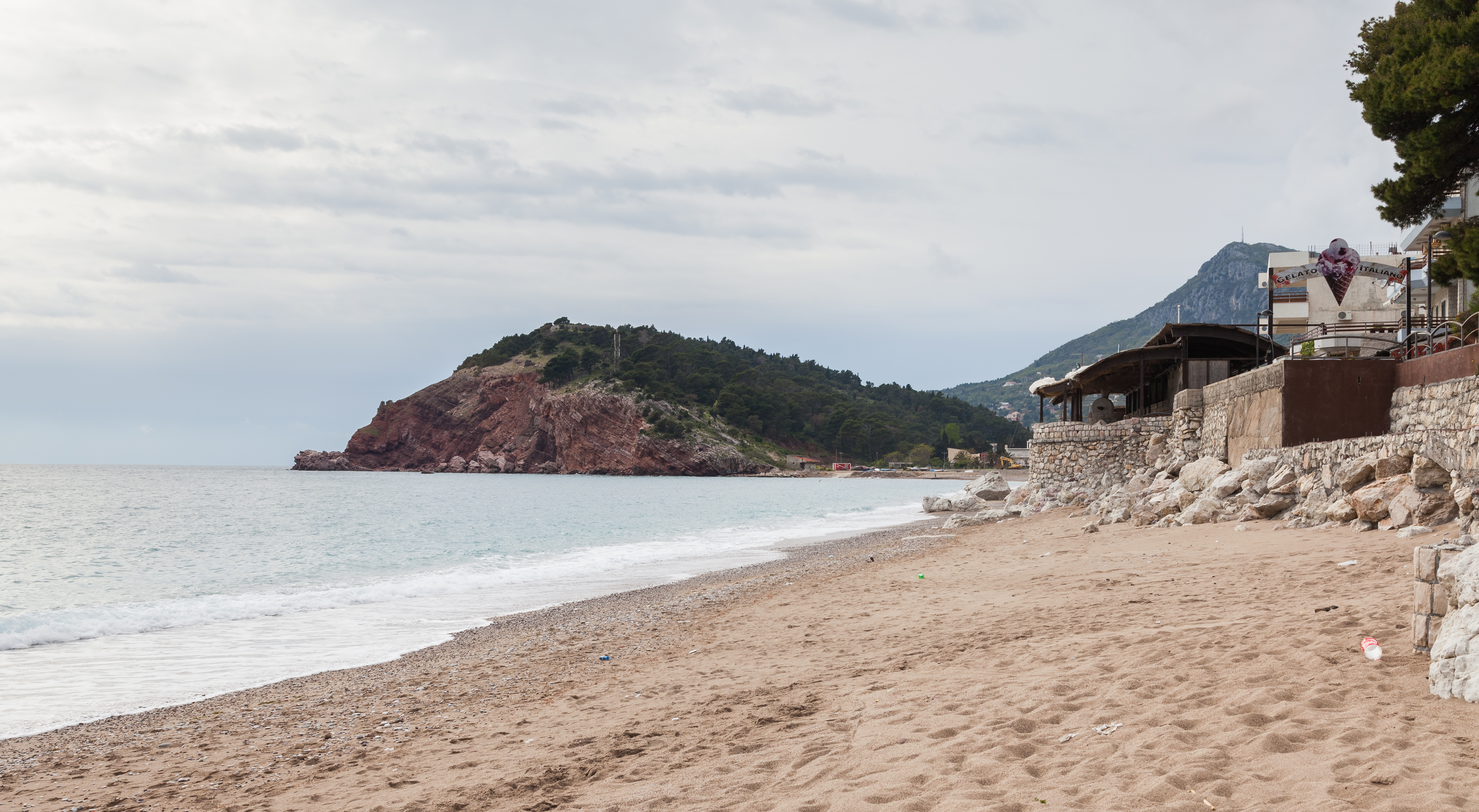
Praia de Sutomore

Sutomore é uma pequena cidade costeira localizada no município de Bar, Montenegro. Possui uma população de 1.827 (censo de 2003).
Sutomore é famosa por sua praia arenosa de 2 km de extensão. A combinação de preços baixos (principalmente quando comparada a Budva) e fácil acesso de Belgrado, faz da cidade um destino muito popular durante os meses de verão. Ela é também o destino favorito dos jovens de Podgorica, distante a apenas 30 minutos de trem ou carro.